# Stiel (Mykologie)
Der Stiel ist ein Teil des Pilzfruchtkörpers bei Röhren- und Blätterpilzen, auf welchem der Hut sitzt. Man kann bei den Röhren- und Blätterpilzen von einem eigentlichen Stiel sprechen, weil in diesen Ordnungen Hut und Stiel klar voneinander abgrenzbar sind. Zum Beispiel innerhalb der Ordnung Borstenscheiblingsartigen (Hymenochaetales) ist dies nicht möglich.
Auch einige Schlauchpilz-Gattungen aus der Ordnung der Becherlingsartigen, wie etwa die Morcheln, sind in Hut und Stiel gegliedert; diese Stiele werden hier nicht behandelt.

## Funktion
Die Hauptfunktion des Stiels ist das Anheben des Hutes über den Boden. So können die Sporen besser nach außen gelangen und vom Wind fortgetragen werden.

## Verbindung von Hut und Stiel
Hut und Stiel können auf zwei Arten verbunden sein: homogen und heterogen. Sind sie homogen verbunden, dann ist die Verbindung fest. Bei einer heterogenen Verbindung bildet eine besonders aufgebaute Zwischenschicht die Schnittstelle zwischen Hut und Stiel. Diese bewirkt, dass der Hut leicht vom Stiel abgelöst werden kann. Normalerweise ist die Verbindung homogen.

Die Ansatzstelle des Hutes am Stiel kann an verschiedenen Orten sein und wird dementsprechend unterschieden:
ZentralständigDie Verbindung von Hut und Stiel ist in der Mitte des Hutes.
ExzentrischDer Stiel ist irgendwo unterhalb des Hutes angewachsen, aber nicht in der Mitte oder am Rand.
LateralDer Hut ist seitlich gestielt, der Stiel also seitlich an der Hutoberfläche angewachsen.
UngestieltManche Arten haben keinen Stiel, zum Beispiel einige Arten der Porlinge.

## Form

Bauchig
Aufgeblasen
An der Basis zuspitzend
Keulenförmig
Zylindrisch oder walzenförmig
Faden- oder Borstenförmig
Spindelig
Nach oben verjüngend
Verdreht

## Basis
Die Stielbasis kann wie der Stiel verschiedene Formen annehmen, die für manche Arten typisch sind. Beispielsweise ein Sklerotium wird nur bei ganz bestimmten Arten gebildet.
Die wurzelnde Basis sieht nur von außen wie eine Wurzel aus, darf aber nicht mit einer richtigen Pflanzenwurzel verwechselt werden.

Stumpf
Mit Sklerotium verbunden
Rüben- oder Kreiselförmig
Im Substrat wurzelnd
Knollig
Gerandet- knollig
Warzig gegürtelt
Mit kreisförmig beschnittener Scheide
Mit lappiger Scheide

## Oberfläche

Schuppig
Feinflockig, körnig
Grubig
Genetzt
Genattert (Mit Zonen)
Faserig
Gerillt
Gefurcht

Zusätzlich zu diesen Merkmalen kann der Stiel im oberen Teil Guttationstropfen aufweisen. Auch das Adjektiv „bereift“ wird oft verwendet, womit ein schimmelartiger Überzug am Stiel oder auf der Hutoberfläche gemeint ist.

## Ring
Viele Arten weisen unterschiedliche Formen von Ringen aus am Stiel zurückbleibenden Resten eines Velum partiale auf.